# Кубок Франції з футболу 2014—2015
Кубок Франції з футболу 2014–2015 — 98-й розіграш кубкового футбольного турніру у Франції. Титул вдев'яте здобув Парі Сен-Жермен.

## Календар
| Етап                           | Раунд        | Дата                 |                      |
| ------------------------------ | ------------ | -------------------- | -------------------- |
| Попередній етап (регіональний) | 1 Раунд      | Регіональний етап    | Регіональний етап    |
| Попередній етап (регіональний) | 2 Раунд      | Регіональний етап    | Регіональний етап    |
| Попередній етап (регіональний) | 3 Раунд      | 13/14 вересня 2014   | 13/14 вересня 2014   |
| Попередній етап (регіональний) | 4 Раунд      | 28 вересня 2014      | 28 вересня 2014      |
| Попередній етап (регіональний) | 5 Раунд      | 12 жовтня 2014       | 12 жовтня 2014       |
| Попередній етап (регіональний) | 6 Раунд      | 26 жовтня 2014       | 26 жовтня 2014       |
| Попередній етап (національний) | 7 Раунд      | 15/16 листопада 2014 | 15/16 листопада 2014 |
| Попередній етап (національний) | 8 Раунд      | 6/7 грудня 2014      | 6/7 грудня 2014      |
| Фінальний етап                 | 1/32 фіналу  | 3-5 січня 2015       | 3-5 січня 2015       |
| Фінальний етап                 | 1/16 фіналу  | 20-23 січня 2015     | 20-23 січня 2015     |
| Фінальний етап                 | 1/8 фіналу   | 10/11 лютого 2015    | 10/11 лютого 2015    |
| Фінальний етап                 | Чвертьфінали | 3/4 березня 2015     | 3/4 березня 2015     |
| Фінальний етап                 | Півфінали    | 7/8 квітня 2015      | 7/8 квітня 2015      |
| Фінальний етап                 | Фінал        | 30 травня 2015       | 30 травня 2015       |

## Регламент
Кубок Франції складається з двох етапів:
- відбіркового, який складається з шести регіональних етапів (перші два організовуються в кожному регіоні за своєю схемою для клубів регіональних ліг, наступні чотири організовуються в регіонах централізовано за участі клубів з національних аматорських і напівпрофесіональних ліг) та двох національних етапів (7-й і 8-й етап, з 7-го стартують клуби Ліги 2 та представники заморських територій);
- фінального, який починається з 1/32 фіналу — з цього раунду стартують клуби провідної Ліги 1.

## 1/32 фіналу
| Команда 1                   | Рахунок           | Команда 2                                 |
| --------------------------- | ----------------- | ----------------------------------------- |
| 3 січня 2015                |                   |                                           |
| Ле-Ман (5)                  | 1:3               | Тур (2)                                   |
| Ред Стар (Сент-Уан) (3)     | 2:1               | Арль-Авіньйон (2)                         |
| Брест (2)                   | 1:0               | Лаваль (2)                                |
| Бобіньї (6)                 | 0:3               | Евіан (Тонон-ле-Бен)                      |
| Лузітанос (Сен-Мор) (6)     | 1:3               | Реймс                                     |
| Нант                        | 4:0               | Клуб Франсіскен (Ле-Франсуа) ( Мартиніка) |
| Жура Сюд (Моленж) (4)       | 3:0               | Сен-Луї Нойвег (5)                        |
| Булонь (Булонь-сюр-Мер) (3) | 5:4               | Сарр-Юніон (4)                            |
| Андрезьє-Бутеон (5)         | 2:0               | Сен-Прієст (4)                            |
| Брессюїр (5)                | 2:1               | Ам'єн (3)                                 |
| Валансьєн (2)               | 2:0               | Ніцца                                     |
| Ле-Пуаре-сюр-Ві (3)         | 3:1               | Плабеннек (4)                             |
| Авранш (3)                  | 1:0               | Лор'ян                                    |
| Люсон (3)                   | 0:1               | Шатору (2)                                |
| Конкарно (4)                | 1:0               | Ніор (2)                                  |
| Кевії (Ле-Петі-Кевії) (4)   | 3:3 дч пен. 5:3   | Орлеан (2)                                |
| Сент-Омер (6)               | 0:5               | Круа (4)                                  |
| Бастія                      | 2:0               | Лілль                                     |
| 4 січня 2015                |                   |                                           |
| Паньї-сюр-Мозель (6)        | 1:3               | Ізер (4)                                  |
| Епіналь (3)                 | 1:2               | Мец                                       |
| Бордо                       | 2:1               | Тулуза                                    |
| Сент-Етьєн                  | 1:0 дч            | Нансі (2)                                 |
| Ланс                        | 2:3               | Олімпік (Ліон)                            |
| Нім (2)                     | 0:2               | Монако                                    |
| Консола (Марсель) (3)       | 3:0               | Аяччо (2)                                 |
| Дінан-Леон (5)              | 0:3               | Генгам                                    |
| Бове (4)                    | 0:0 дч (пен. 5:6) | Шоле (5)                                  |
| Дюнкерк (3)                 | 1:2               | Ренн                                      |
| Осер (2)                    | 1:0               | Страсбур (3)                              |
| Кан                         | 2:3 дч            | Діжон (2)                                 |
| Гренобль (4)                | 3:3 дч пен. 5:4   | Олімпік (Марсель)                         |
| 5 січня 2015                |                   |                                           |
| Монпельє                    | 0:3               | Парі Сен-Жермен                           |

## 1/16 фіналу
| Команда 1                   | Рахунок         | Команда 2             |
| --------------------------- | --------------- | --------------------- |
| 20 січня 2015               |                 |                       |
| Кевії (Ле-Петі-Кевії) (4)   | 1:1 дч пен. 3:1 | Бастія                |
| Авранш (3)                  | 0:3 дч          | Мец                   |
| Жура Сюд (Моленж) (4)       | 0:1             | Осер (2)              |
| Андрезьє-Бутеон (5)         | 1:2             | Круа (4)              |
| Ізер (4)                    | 2:0             | Валансьєн (2)         |
| Конкарно (4)                | 1:0 дч          | Діжон (2)             |
| Нант                        | 3:2             | Олімпік (Ліон)        |
| 21 січня 2015               |                 |                       |
| Монако                      | 2:0             | Евіан                 |
| Булонь (Булонь-сюр-Мер) (3) | 1:0             | Гренобль (4)          |
| Тур (2)                     | 3:5 дч          | Сент-Етьєн            |
| Генгам                      | 2:0             | Шатору (2)            |
| Шоле (5)                    | 1:3 дч          | Брест (2)             |
| Брессюїр (5)                | 0:1 дч          | Ле-Пуаре-сюр-Ві (3)   |
| Парі Сен-Жермен             | 2:1             | Бордо                 |
| 22 січня 2015               |                 |                       |
| Ренн                        | 1:1 дч пен. 5:4 | Реймс                 |
| 23 січня 2015               |                 |                       |
| Ред Стар (Сент-Уан) (3)     | 2:0             | Консола (Марсель) (3) |

## 1/8 фіналу
| Команда 1                   | Рахунок         | Команда 2                 |
| --------------------------- | --------------- | ------------------------- |
| 10 лютого 2015              |                 |                           |
| Булонь (Булонь-сюр-Мер) (3) | 2:0             | Кевії (Ле-Петі-Кевії) (4) |
| Ле-Пуаре-сюр-Ві (3)         | 1:1 дч пен. 5:6 | Осер (2)                  |
| Круа (4)                    | 0:0 дч пен. 1:4 | Конкарно (4)              |
| Ред Стар (Сент-Уан) (3)     | 1:2             | Сент-Етьєн                |
| 11 лютого 2015              |                 |                           |
| Ізер (4)                    | 1:3 дч          | Генгам                    |
| Монако                      | 3:1             | Ренн                      |
| Парі Сен-Жермен             | 2:0             | Нант                      |
| 12 лютого 2015              |                 |                           |
| Мец                         | 0:0 дч пен. 3:4 | Брест (2)                 |

## Чвертьфінали
| Команда 1                   | Рахунок         | Команда 2  |
| --------------------------- | --------------- | ---------- |
| 3 березня 2015              |                 |            |
| Булонь (Булонь-сюр-Мер) (3) | 1:1 дч пен. 3:4 | Сент-Етьєн |
| 4 березня 2015              |                 |            |
| Парі Сен-Жермен             | 2:0             | Монако     |
| 5 березня 2015              |                 |            |
| Брест (2)                   | 0:0 дч пен. 2:4 | Осер (2)   |
| Конкарно (4)                | 1:2             | Генгам     |

## Півфінали
| Команда 1       | Рахунок | Команда 2  |
| --------------- | ------- | ---------- |
| 7 квітня 2015   |         |            |
| Осер (2)        | 1:0     | Генгам     |
| 8 квітня 2015   |         |            |
| Парі Сен-Жермен | 4:1     | Сент-Етьєн |

## Фінал
| 30 травня 2015 22:00 (EEST) |

| Осер (2) | 0:1      | Парі Сен-Жермен |
| -------- | -------- | --------------- |
|          | Протокол | Кавані 64'      |

| Стад-де-Франс, Сен-Дені Глядачів: 80 000 Арбітр: Антоні Готьє |